# Četverikov MDR-6
Četverikov MDR-6 byl sovětský dvoumotorový létající člun vyvíjený od roku 1936. Byl nasazen ve druhé světové válce.

## Vývoj
První prototyp vzlétl v prosinci roku 1937 a v letech 1939 – 1940 se v sériovém provedení dostával k jednotkám v Baltském a Černém moři a na Dálném východě. Ukázalo se, že se jedná o poměrně nadějný typ, který se stal dálkovým výzvědným mořským letounem. Tovární označení znělo Samolet H, zatímco vojenské se změnilo na Če-2. Letouny poháněly hvězdicové motory AŠ-63 o výkonu 820 kW a dosahovaly rychlosti 360 km/h. Potřeba zvýšení rychlosti vedla Četvěrikova ke zmenšení příčného průřezu trupem, snížil odpor stupňů kýlové plochy a použil aerodynamicky výhodnější vidlicové motory Klimov VK-105 o výkonu 789 kW. Konstrukční práce nového MDR-6A byly zahájeny na podzim roku 1939 a v prosinci 1940 započaly letové zkoušky pod vedením pilota D. Slobodčikova.
Na počátku roku 1941 se začalo pracovat na zlepšené variantě MDR-6B-1 v závodě I. V. Četvěrikova v Taganrogu, který však byl v roce 1941 obsazen Němci a bylo nutné výrobu evakuovat. Práce na MDR-6B-1 byly zastaveny. Teprve v roce 1943 se mohla zkoušet nová varianta s širší člunovou částí a účinnějšími čelními chladiči na motorech označená MDR-6B-2. Modernizace pokračovaly dále, a tak vznikl v prosinci 1943 typ MDR-6B-3 s motory VK-105PF o výkonu až 925 kW. Stroj dostal pětičlennou osádku namísto dosavadní čtyřčlenné. Letové zkoušky B-3 však byly zastaveny pro nevhodné vlastnosti na vzedmuté hladině a příliš stísněné vnitřní prostory trupu.
V květnu 1944 byla zalétaná verze MDR-6B-4 s širším a také vyšším trupem, vyrovnávací plováky přestaly být zatažitelné a zůstaly pevné, zvětšena byla také plocha VOP. Po válce v roce 1945 byl postaven ještě MDR-6B-5 se dvěma motory VK-107A po 1231 kW, vyzbrojený třemi kanóny B-20 a nosností 1000 kg pum. Ve vojenské službě zůstaly MDR-6 až do roku 1950, kdy byly nahrazeny letouny Berijev Be-6.

## Specifikace

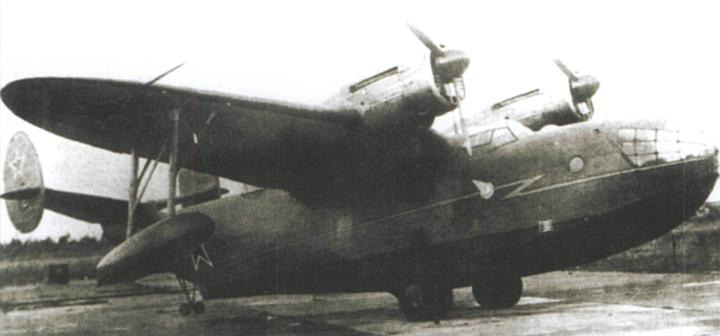
MDR-6

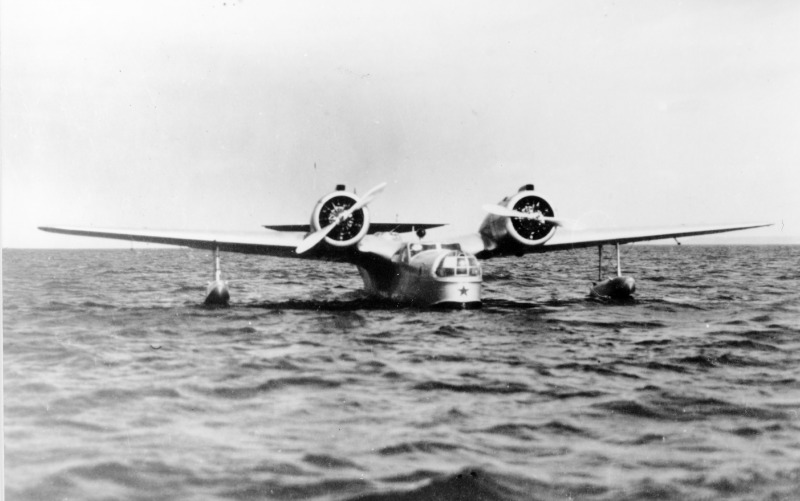
MDR-6

Údaje dle

### Technické údaje
- Osádka: 4
- Délka: 15,73 m
- Rozpětí: 22 m
- Nosná plocha: 59,4 m²
- Výška: 4,30 m
- Vlastní hmotnost: 4 100 kg
- Vzletová hmotnost: 7 200 kg
- Pohonná jednotka: 2 × hvězdicový motor Švecov M-63 o výkonu 821 kW

### Výkony
- Maximální rychlost: 360 km/h
- Cestovní rychlost: 220 km/h
- Dostup: 9000 m
- Dolet: 2650 km

### Výzbroj
- 1 × kulomet UBT ráže 12,7 mm
- 1 × kulomet ŠKAS ráže 7,62 mm
- 1 000 kg pum